# Moeraslantaarn
De moeraslantaarn (Lysichiton americanus) is een plant uit de aronskelkfamilie (Araceae).
De Nederlandstalige naam 'moeraslantaarn' is een directe vertaling van een van de Engelse namen, namelijk 'swamp lantern'. De meer gebruikelijke Amerikaanse namen 'yellow skunk cabbage' en 'western skunk cabbage' verwijzen naar de onaangename geur van de bloemen. In het Nederlands wordt de plant vaak gele aronskelk genoemd en soms wordt de naam moerasaronskelk gebruikt.

## Natuurlijke Verspreiding en habitat
De plant is inheems in westelijk Noord-Amerika, waar ze voorkomt van de Aleoeten, en Alaska tot het noordwesten van Californië.
Moeraslantaarn prefereert vochtige, voedselrijke, kleiige en venige bodems. Ze groeit in moerassen, vochtige bossen, langs waterstromen en op andere vochtige plaatsen.

## Invasieve uitheemse soort
In Groot-Brittannië verwildert de soort sinds 1901; in Nederland is de plant in de periode 1975-1999 verwilderd en ingeburgerd en wordt de plant beschouwd als een zeldzame exoot. In België is de soort in 1950 geïntroduceerd door Arboretum Robert Lenoir in Rendeux, samen met L. camtschatcensis. De lokale populatie daar bestaat voor een groot deel uit hybriden, maar er zijn ook populaties van de echte moeraslantaarn op enkele andere plaatsen in het land.
Sinds 2016 staat de plant op de Europese lijst van invasieve uitheemse soorten die zorgwekkend zijn voor de Unie. Handel in deze soort, maar ook transport en import, is daarom verboden in de hele Europese Unie.

## Kenmerken
De bladen zijn langwerpig eirond, met afgeronde tot wigvormige voet. De bladen worden 30–150 cm lang en 10-70 cm breed.
Het schutblad van de bloeiwijze is aan zowel binnen als buitenzijde heldergeel en hoger dan de bloeiwijze.
De plant wordt 30-70 cm hoog. De wortelstokken zijn kruipend.
De onaangenaam ruikende bloemen bloeien in april en mei. Evenals bij de aronskelk zijn de bloemen klein en groeien aan een kolf. Deze kolf is 7-12 cm lang. De 6 mm grote, groenachtig tot roodachtige besvormige vruchtjes hebben 1 of 2 zaadjes.

## Ecologie
De plant komt vaak samen voor met reuzenlevensboom (Thuja plicata), Acer circinatum, wijfjesvaren (Athyrium filix-femina) en Oenanthe samentosa.
De onaangename geur van de bloemen lokt aasvliegen, aaskevers en knutjes aan die voor de bestuiving zorgen.
De grote bladeren hebben de neiging andere plantensoorten te overwoekeren. Uitgraven is arbeidsintensief (Rotteveel, 2007). In het Verenigd Koninkrijk wordt de moeraslantaarn als een invasieve soort beschouwd. In Duitsland is aangetoond dat het plaatselijk bedreigde soorten mossen (bijv. Aulacomnium palustre) en vaatplanten (sterzegge (Carex echinata), moerasviooltje (Viola palustris)) kan uitroeien.

## Gebruik
De plant bevat kristallen calciumoxalaat, die zelfs in kleine hoeveelheden een intens branderig gevoel in de mond en keel veroorzaken. Grotere hoeveelheden kunnen de dood tot gevolg hebben. Er zijn echter rapporten dat de inheemse Noord-Amerikaanse indianen in tijden van hongersnood de bladeren na uitvoerige bewerking aten. Zij gebruiken de grote bladeren ook voor de bekleding van manden. De gekookte wortels zijn eetbaar. De Winnebago en Dakota-indianen gebruiken de plant om het slijm bij astma te verminderen. Verschillende stammen gebruiken het als diureticum.